# Benito Gutiérrez Fernández
Benito Gutiérrez Fernández (Burgos, 12 de enero de 1826 - Madrid, 7 de septiembre de 1885) fue un jurista español, académico de la Real Academia de Ciencias Morales y Políticas. Formó parte de la comisión que redactó el Código de Comercio de 1885.

## Biografía
Miembro de una familia muy humilde, estudió en el Seminario Conciliar de Burgos de 1838 a 1840 e ingresó en el ejército en 1845. En 1851 se licenció en Derecho y en 1853 se doctoró con la tesis Origen, desarrollo y estado actual de la ciencia del Derecho. En 1857 fue nombrado catedrático de ampliación de derecho civil, mercantil y penal a la Universidad Central de Madrid y en 1864 catedrático de ampliación de Derecho civil romano y español. De 1857 a 1862 fue secretario de la Facultad de Derecho de Madrid.
Fue elegido diputado por Burgos de 1866 a 1868. También fue elegido senador por la provincia de Burgos en las legislaturas de 1879-1880 y de 1884-1885. El 19 de noviembre de 1866 fue nombrado fiscal del Tribunal de Cuentas, pero dimitió el 9 de octubre de 1868. También fue académico de número de la Real Academia de Jurisprudencia y Legislación, donde fue vicepresidente segundo, y en 1878 fue académico de la Real Academia de Ciencias Morales y Políticas.

## Obras
- Examen histórico del derecho penal, Madrid, 1866 (Librería de Gabriel Sánchez. Imp. de Antonio Peñuelas).
- Códigos ó estudios fundamentales sobre el derecho civil español, 1862-1874 Imp.F. Sánchez